# Берлинская городская электричка
Берли́нская городска́я электри́чка (S-Bahn) (нем. S-Bahn Berlin) — пригородно-городской поезд, один из видов общественного транспорта в Берлине и Бранденбурге, Берлинской агломерации.
Железнодорожная сеть берлинской городской электрички длиной 327 км содержит 166 станций. Количество перевезённых пассажиров в 2017 году составило почти 442 миллиона человек.
Используются электропоезда с питанием от контактного рельса с постоянным током напряжением 750 В. Поезда шире, чем поезда U-Bahn широкого профиля.

## Линии
На декабрь 2023 года существует 16 маршрутов берлинского S-Bahn.
- S1 Wannsee — Oranienburg
- S2 Blankenfelde — Bernau
- S25 Teltow Stadt — Hennigsdorf
- S26 Teltow Stadt — Blankenburg
- S3 Erkner — Spandau
- S41 Ring (кольцевой, по часовой стрелке)
- S42 Ring (кольцевой, против часовой стрелки)
- S45 Flughafen Berlin-Brandenburg — Südkreuz
- S46 Königs Wusterhausen — Westend
- S47 Spindlersfeld — Hermannstraße
- S5 Strausberg Nord — Westkreuz
- S7 Ahrensfelde — Potsdam Hauptbahnhof
- S75 Wartenberg — Warschauer Straße
- S8 Wildau — Birkenwerder
- S85 Grünau — Waidmannslust
- S9 Flughafen Berlin-Brandenburg — Spandau

Номер маршрута может быть однозначным или двузначным. Маршруты с общей первой цифрой всегда имеют общие участки пути.

## История
Рост местного трафика на железнодорожных линиях в Берлине и его окрестностях в конце XIX века побудил прусские государственные железные дороги начать строительство своих собственных путей для пригородного сообщения, отдельных от путей для движения поездова дальнего следования. Первые такие пути появились 1 марта 1881 года в восточной части железнодорожного кольца Ringbahn.
7 февраля 1882 года была запущена Берлинская городская железнодорожная линия (Stadtbahn), пересекающая город с востока на запад, и соединившая Шарлоттенбург с Силезским вокзалом (ныне Ostbahnhof). Два её пути (из четырёх) были сразу отданы под пригородное сообщение. И кольцевая железная дорога, и радиальные линии, ведущие к пригородам Берлина, постепенно получали собственные выделенные «пригородные» пути.
В 1891 году железная дорога ввела специальный тариф на поезда «берлинской городской, кольцевой и пригородной железной дороги», как она на тот момент называлась. Этот тариф позволял использовать поезда в качестве городского общественного транспорта, и не позволял пользоваться поездами дальнего следования. Пригородные железные дороги все больше отличались от поездов дальнего следования из-за растущей частоты движения.
В 1900—1903 годах предпринимались попытки электрифицировать отдельные участки пригородных железнодорожных путей. Дольше всего (более 22 лет) проработал отрезок пути между Postdamer Ringbahnhof и Lichterfelde Ost. 4 июня 1903 года он был оборудован контактным рельсом, напряжение на котором составляло 550 В.
8 августа 1924 года между Щецинским вокзалом (ныне Nordbahnhof) и Бернау впервые прошёл поезд, использовавший контактный рельс с напряжением 800 В. К концу 1929 года (этот период получил название «Великой электрификации») длина электрифицированной по данной технологии сети составила более 233 км. 1 декабря 1930 года эта сеть получила современное название S-bahn, заменившее ранее распространенный термин «Берлинские городские, кольцевые и пригородные железные дороги», но до 1980-х годов в это понятие часто включались и другие пригородные пути.
В 1929 году открыта линия Siemens-Bahn для доставки рабочих в район Сименсштадт с 3 станциями: Вернерверк, Сименсштадт и Гарденфельд, был построен мост через реку, на настоящий момент сохранилась только часть одного из пролетов. Линия закрыта с 1980 года. Остатки путей и сами станции существуют, но сильно заросли. Существуют проекты по восстановлению линии.
Основной стройкой 1930-х годов стал туннель в центре города, явившийся основной частью линии Nordsüd-S-Bahn. Этот туннель между станциями Humboldthain и Yorckstraße соединил 6 ноября 1939 года северные и южные направления S-Bahn.
В апреле — мае 1945 года трёхсоткилометровая сеть S-Bahn перестала функционировать, но бо́льшая её часть была восстановлена к 1948 году.
13 августа 1961 года в результате строительства Берлинской стены были закрыты 11 участков S-Bahn, и единая сеть была разделена на западную и восточную части. Единственной общей точкой этих сетей стала станция Friedrichstraße. Ещё 4 станции Nordsüd-туннеля, находившиеся на территории Восточного Берлина, были закрыты и стали станциями-призраками: западноберлинские поезда S-Bahn не останавливались на них.
В дальнейшем в Восточном Берлине продолжали электрифицироваться новые участки S-Bahn, а основным скоростным транспортом Западного Берлина стал U-Bahn. Главной причиной этой ситуации является то, что весь берлинский S-Bahn до 1984 года находился в подчинении властей ГДР. В сентябре 1980 года были закрыты большинство линий S-Bahn Западного Берлина. В начале 1984 года управление западноберлинской сетью было передано Berliner Verkehrsbetriebe (BVG)
В апреле 1984 года на первой станции внутригородской железной дороги в центре Берлина была введена в эксплуатация автоматизированная справочная система (выдававшая 60 видов справок о адресах и времени работы учреждений, маршрутах транспорта и др. на немецком, английском и русском языках). Установку на вокзалах, станциях и общественных местах Берлина всех терминалов этой сети автоматических справочных (работающих от базы данных в центральной ЭВМ) предполагалось завершить в 1990 году.
После падения Берлинской стены в ноябре 1989 года начались работы по восстановлению единой сети берлинского S-Bahn. К концу 1998 года были вновь открыты все основные радиальные линии на территории бывшего Западного Берлина, а также восстановлена связь с некоторыми пригородами Берлина (Потсдамом, Ораниенбургом, Бланкенфельде, Хеннингсдорфом). 15 июня 2002 года было полностью восстановлено движение на кольцевой линии Ringbahn.
Музей S-Bahn находится в Потсдаме у станции Griebnitzsee.

## Перспективы развития
В первой половине 2026 года ожидается запуск City S-Bahn с присвоенной нумерацией S15 и пока это первая часть из трёх анонсированной ветки, которая должна уменьшить большой пассажиропоток тоннеля Nord-Süd (Север-Юг). Маршрут будет проходить от станции Gesundbrunnen до Главного вокзала и обслуживаться линия исключительно серией составов 484. 
В процессе рассматривается вариант возращения в работу SIemensbahn -- это ответвление от станции Юнгфернхайде, закрытого в сентябре 1980 года из-за забастовки железнодорожников Западного Берлина. Сейчас проводятся проверки и расчёты состояния заброшенных эстакад и станции с возможным вариантом расширения подветки дальше станции Gartenfeld. Также было анонсировано проектирование новой линии, проходящее по маршруту Шпрингпфуль -- Аэропорт Берлин-Бранденбург и расширение ветки S75 вплоть до станции Каров.

## Станции
Большинство станций — наземные с островной платформой и навесом от дождя. На всех станциях есть будка дежурного, который в дневное время объявляет маршруты и отправление поездов. За последние несколько лет на большинстве станций эта практика была упразднена, и машинисты поездов, выходя на перрон или глядя в специальные зеркала, отправляют свой поезд сами (т. наз. Zugabfertigung durch Triebfahrzeugführer, сокращённо ZAT; в переводе на русский — «Отправление поезда машинистом»). Дежурные, как правило, делают это только на центральных линиях направлений «запад — восток» (Stadtbahn).
Обычно на каждой платформе есть несколько табло, указывающих станцию назначения ближайшего поезда. Для этого долгое время использовались указатели с перекидными пластинками, но с 2007 года, начиная с кольцевой линии, всё больше станций были оборудованы современными ЖК-дисплеями, выдающими (кроме станции назначения) информацию о времени прибытия, количестве вагонов в одном или двух ближайших поездах, о задержках в движении поездов и других нештатных ситуациях. Как и на всём прочем транспорте, на всех станциях есть расписание движения поездов по данной станции. Кроме того, на каждой платформе есть автомат для продажи билетов, компостеры, карта города или части города, схема линий S- и U-Bahn.
Станции пересадок двухуровневые (Westkreuz, Südkreuz, Ostkreuz, Schöneberg и Friedrichstraße) или многопутные. Уникально устроена пересадочная станция Вулеталь (Wuhletal), где на одном уровне (на разных путях) встречаются U5 (линия метро) и S5 (линия S-Bahn).
Все подземные станции находятся на линии «тоннель север-юг» между Анхальтер Банхоф и Nordbahnhof.

## Подвижной состав

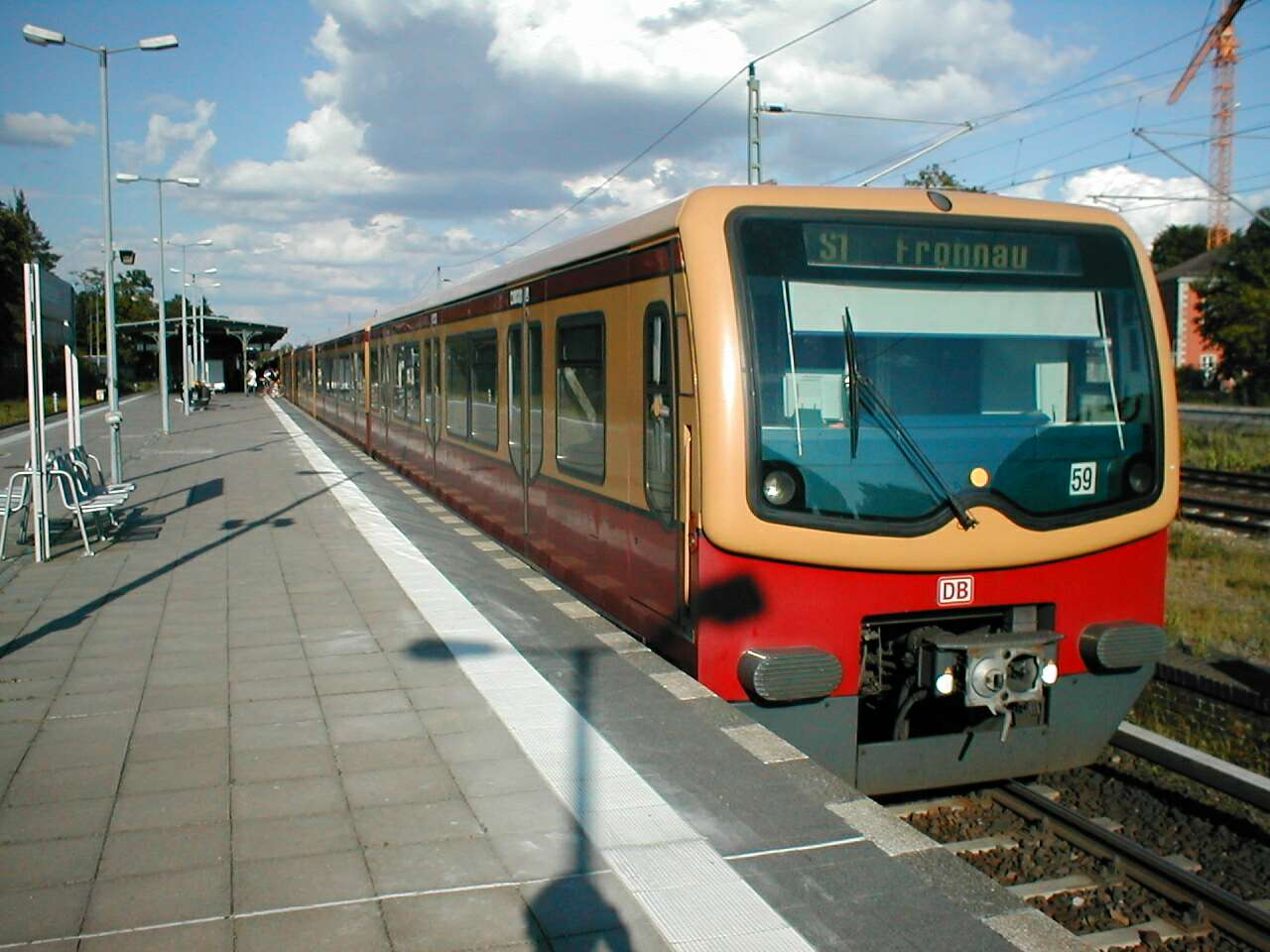
Поезд серии 481 на линии

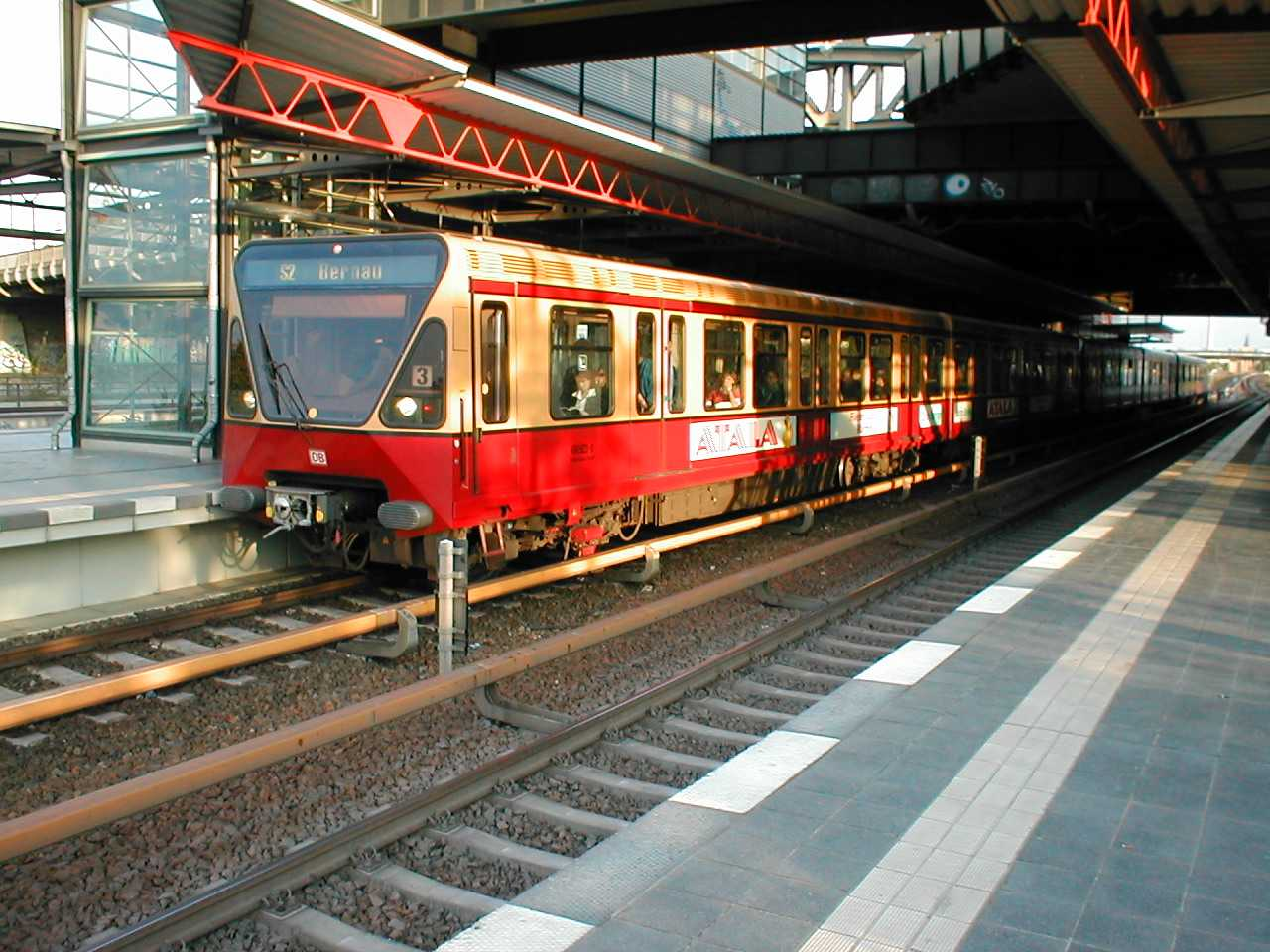
Поезд серии 480 на линии

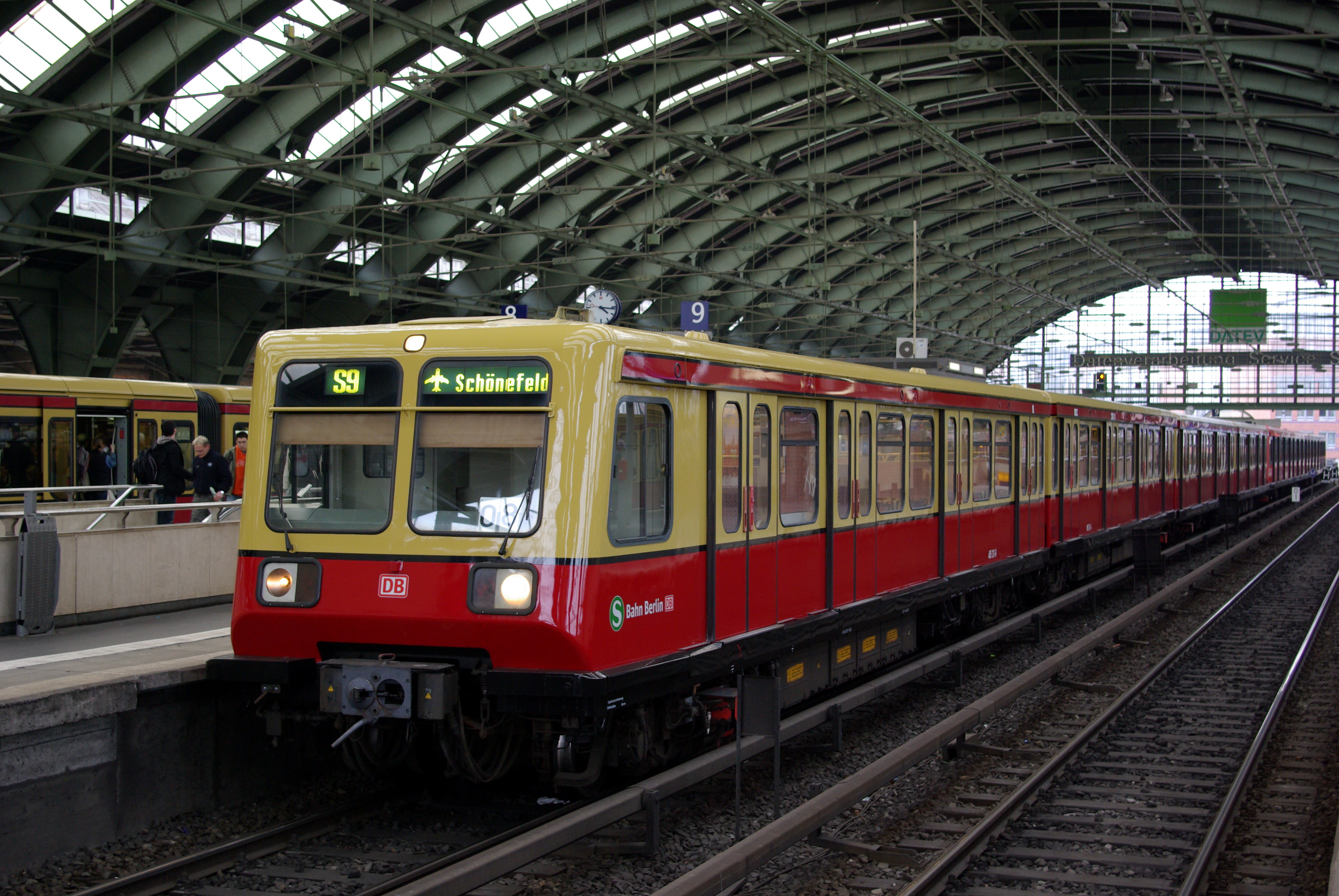
Поезд серии 485 на линии

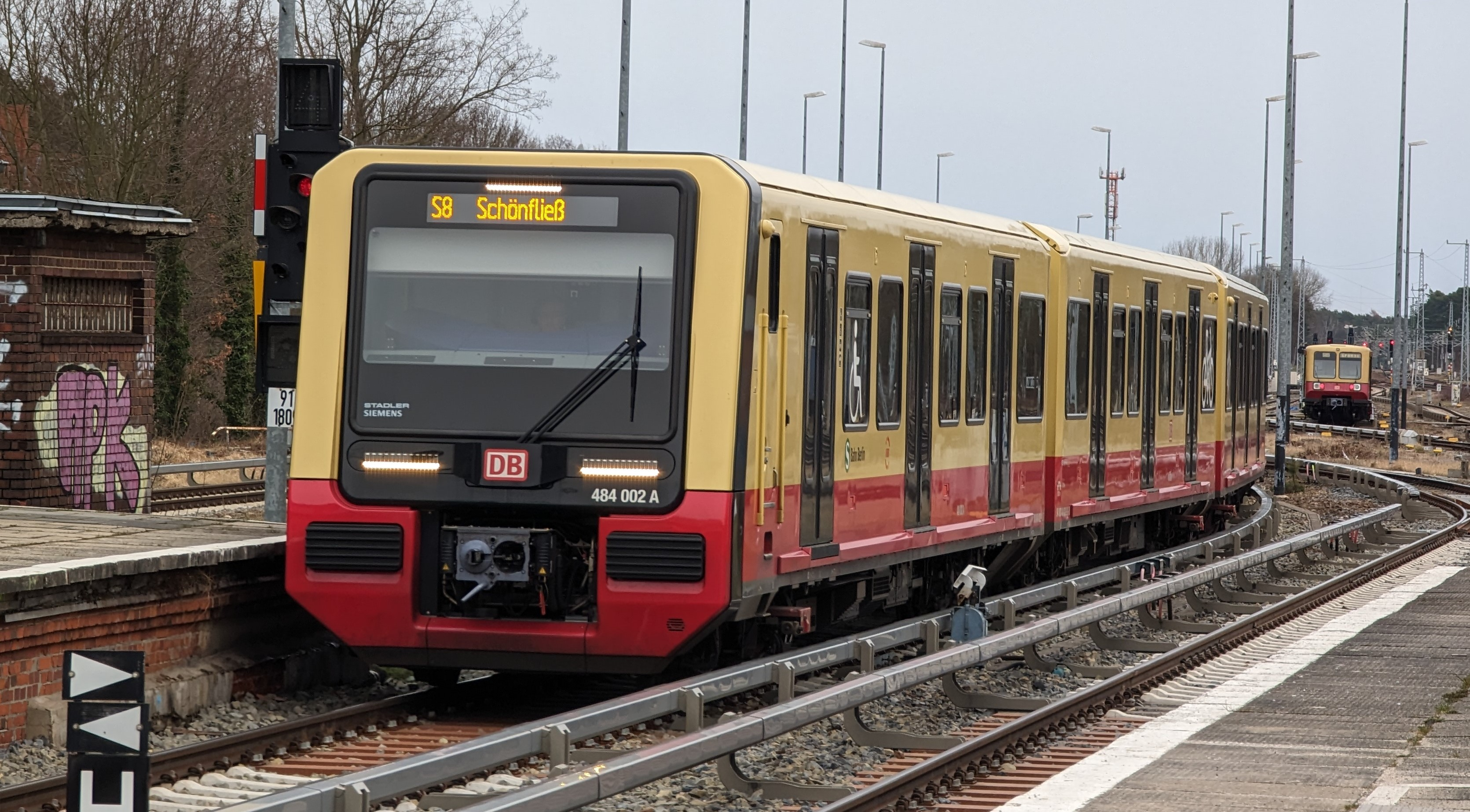
Поезд серии 483 на линии

Основной тип подвижного состава — серия 481/482. Выпускался с 1995 по 2004 год. Каждый вагон состоит из двух секций, соединённых «гармошкой» — 481 с кабиной и 482 — без. Поезд формируется из двух, трёх или четырёх таких вагонов. Каждая секция четырёхосна, имеет три пары дверей. Рядом с кабиной есть площадка для велосипедов. Также на разных ветках S-Bahn можно встретить редкую модификацию серии 481/482, соединённых одной секцией "гармошкой" всех 4 вагонов. На данный момент эту серию обновляют под стиль серии 483/484. Изготовители: AEG/Adtranz/Bombardier Hennigsdorf и DWA/Bombardier Halle. Встречаются на большинстве линий.
Серия 480 — средний вариант (1986-1994). Выпускался для Западного Берлина, изготовлено 85 составов. Каждый четырёхосный вагон имеет кабину и отсутствует соединение «гармошкой». Ранее эта серия поездов использовалась в основное время на кольцевых линиях, но с 11 декабря 2022 года, по программе смены расписания, эту серию перенесли на обслуживание линий S3. В рамках проекта „Продолжение эксплуатации 2023+“, инвестированного правительством земли Берлин и компании S-Bahn Berlin GbmH, было проведена замена изношенных запчастей и частичное обновление салона поездов для усиления парка подвижного состава на несколько лет.
Серия 483/484 — новый тип подвижного состава, запущенного 1 января 2021 года в эксплуатацию на линии S47, и с декабря того года на линию S45. С лета 2022 года начата программа по замене старых поездов серии 485 и 480 на линии S46, частично на S8 и S85, и с 11 декабря 2022 года, с связи с программой по смене расписания, и на кольцевых линиях S41 и S42. Имеет обновлённый дизайн, камеры видеонаблюдения в салоне, систему климат-контроля и соединены одной секцией "гармошкой". Изготовители: Stadler Pankow и Siemens. Произведено 106 составов и дополнительных поставок не планируется.
Серия 485/885 — ещё более старая (1987-1992), выпускалась для Восточного Берлина, изготовлено 166 составов. С 12 ноября 2023 года серия была снята с обслуживания со всех линий и оставшихся 22 вагона до 11 декабря стояли на резерве. Один головной вагон 485 в мае 2023 года был передан Берлинскому техническому музею. А остальные отправлены в Опладен на утилизацию.

## Оплата проезда
S-Bahn включен в единую транспортную систему Берлина, хотя и не принадлежит BVG — компании, обслуживающей метрополитен, трамваи и автобусы. Система оплаты — зонная.
- Зона A — внутри кольцевой линии S-Bahn (S41, S42) включительно.
- Зона B — остальная часть Берлина.
- Зона C — станции, расположенные в Бранденбурге (например, Потсдам, Шпандау и аэропорт Берлин-Бранденбург).

Билеты приобретаются в автоматах либо через мобильное приложение BVG, специальные проездные доступны в немногочисленных офисах. Предлагается большое количество различных типов билетов. Основной — разовый билет на 2 часа проезда в любом транспорте. Цена за зону AB — 3 €, за BC — 3,50 € и ABC — 3,80 € (январь 2020). Билет на короткую поездку стоит 1,70 и дает право на проезд трёх станций без пересадки (шести в автобусе или трамвае). Предлагаются билеты на день, неделю, месяц, год и много прочих, в том числе совмещённых с билетами в музеи.
Вход на станции свободный, но для проезда большинство билетов требуют компостирования, что можно сделать только на станциях, но не внутри вагонов поездов. Контроль осуществляется внутри поездов, штраф — 60 евро.
Мероприятия по осуществлению контроля оплаты проезда и неукоснительного соблюдения пассажирами правил пользования общественным транспортом Берлина едины и действительны для всех городов Германии. В ряде случаев проверки осуществляются с привлечением сил бундесполиции.
Контроль осуществляется в поездах и наземном транспорте во время следования. Инспекторы не носят специальной формы и стараются не афишировать своё присутствие до отправления поезда. Чаще всего это двое мужчин в возрасте 25-35 лет, они обязаны иметь при себе карточку с фотографией.

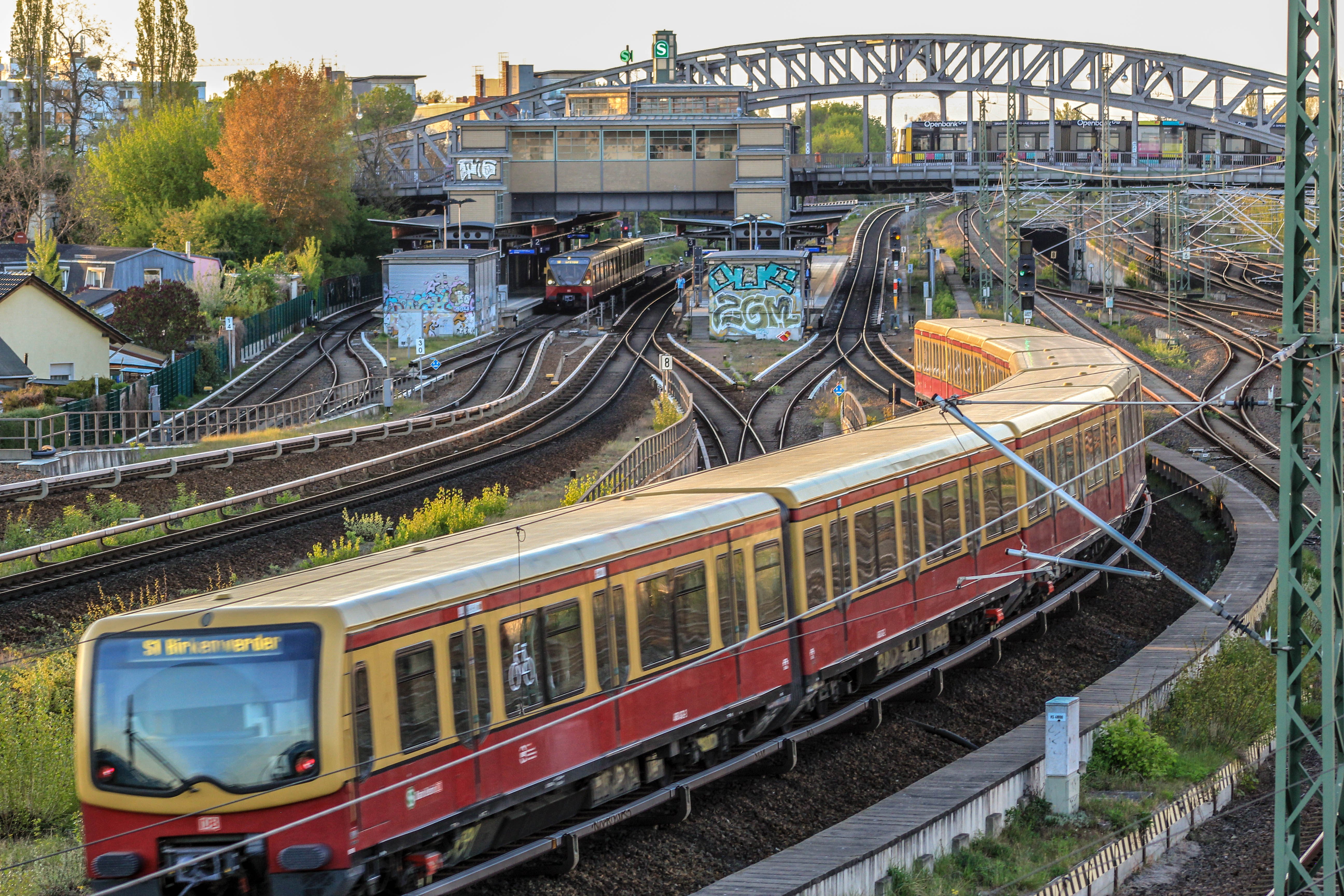
S-Bahn Berlin - Bornholmer Straße

Контроль вагона обычно продолжается до поимки первого безбилетника, реже двух (абсолютное большинство пассажиров имеют билет). После этого нарушителя высаживают, взимают штраф 60 евро и переписывают паспортные данные. На попавшихся более двух раз составляется заявление в полицию.
В S-Bahn инспекторы чаще всего встречаются на кольцевой линии (S41, S42).